# Ádria Santos
Ádria Rocha Santos (Nanuque, 11 de agosto de 1974) es una deportista brasileña que compitió en atletismo adaptado, especialista en las disciplinas 100 m planos, 200 m planos y 400 m planos. Es considerada como la mayor medallista paralímpica de Brasil.
Ha sido parte del conjunto femenino de atletismo adaptado brasileño que ha participado en varios Juegos Paralímpicos desde Seúl 1988, cuando con 14 años, ganó dos medallas de plata en los 100 m planos y los 400 m planos. Alcanzó la medalla de oro en los Juegos Paralímpicos de Barcelona 1992 en la modalidad 100 m planos, presea que también ganó en los Juegos Paralímpicos de Sídney 2000 —donde recibió además la presea dorada en los 200 m planos — y en los Juegos Paralímpicos de Atenas 2004. En Atlanta 1996 ganó la medalla de plata en sus tres especialidades, mientras que en Atenas, también fue subcampeona en los 200 m planos y 400 m planos.
A nivel panamericano, participó en los Juegos Parapanamericanos de Ciudad de México 1999, Mar del Plata 2003 y Río de Janeiro 2007. En el primer torneo, recibió la medalla de oro en sus tres especialidades; en la versión argentina ganó la medalla de oro en los 100 m planos y la medalla de plata en los 200 m planos; finalmente, en Río de Janeiro fue subcampeona de los 200 m planos y los 800 m planos.